# Karkonoski Park Narodowy (Czechy)
Karkonoski Park Narodowy (cz. Krkonošský národní park, w skrócie KRNAP) – park narodowy położony w północnej części republiki czeskiej, w krajach hradeckim i libereckim, przy granicy z Polską. Utworzony został 17 maja 1963 r. i obejmuje obszar 36 327 ha (z otuliną ok. 55 000 ha). Siedzibą dyrekcji parku jest Vrchlabí.
W 1992 roku Krkonošský národní park wraz z polskim Karkonoskim Parkiem Narodowym stał się częścią przygranicznego Rezerwatu Biosfery UNESCO Karkonosze/Krkonoše (MAB), o powierzchni ponad 60 tys. ha. Park należy do jednych z najbardziej zagrożonych na świecie przez szkodliwe działanie emisji zanieczyszczeń.